# Pierre Harmel
Pierre Charles José Marie graaf Harmel (Ukkel, 16 maart 1911 – Brussel, 15 november 2009) was een Belgisch advocaat, hoogleraar en christendemocratisch staatsman.

## Levensloop
Harmel werd aan de Universiteit Luik doctor in de rechten, licentiaat in het notariaat en de sociale wetenschappen en behaalde er het diploma van geaggregeerde voor het hoger onderwijs. Tijdens zijn studies was hij lid en voorzitter van de Action Catholique de la Jeunesse belge. 
Van 1933 tot 1934 werkte hij als stagiair-advocaat aan de balie van Luik, waarna hij van 1934 tot 1940 assistent was aan de rechtenfaculteit van de Universiteit Luik. Vervolgens nam hij als reserveofficier deel aan de Achttiendaagse Veldtocht. Nadat de Belgische troepen zich aan Nazi-Duitsland hadden overgegeven, werd hij krijgsgevangen gemaakt. Na zijn vrijlating werd hij in 1943 docent aan de rechtenfaculteit van de Universiteit Luik en bleef dit tot in 1947. Vervolgens was hij van 1947 tot 1981 gewoon hoogleraar. 
In 1945 werd Harmel ondervoorzitter van de christendemocratische denkgroep "La Relève", die grote invloed had op de jonge PSC. Voor deze partij werd hij in 1946 voor het arrondissement Luik verkozen tot lid van de Kamer van volksvertegenwoordigers. Hij bleef er zetelen tot in 1971. Van 1948 tot 1950 was hij in de Kamer ondervoorzitter, van 1948 tot 1949 was hij er voorzitter van de kamercommissie Algemeen Bestuur en Pensioenen en van 1949 tot 1950 was hij voorzitter van de kamercommissies Openbaar Onderwijs en Volksgezondheid en Gezin. Ook nam hij het initiatief voor de oprichting van het Centrum van onderzoek voor de nationale oplossing van de maatschappelijke, Politieke en Rechtskundige vraagstukken van de verschillende gewesten van het land, dat bekend zou worden als het Centrum Harmel. Hiervan was hij van 1948 tot 1951 de ondervoorzitter.

### Ministeriële loopbaan
Van 1950 tot 1954 was Harmel minister van Openbaar Onderwijs, de eerste katholieke minister op die post in 30 jaar. In die functie voerde hij een aantal belangrijke schoolwetten door, waardoor het vrij middelbaar en technisch onderwijs staatssubsidies kregen. Bovendien maakte hij de oprichting van nieuwe rijksscholen afhankelijk van adviezen van commissies waarin ook vertegenwoordigers van het katholiek onderwijs zitting in hadden. Deze maatregelen werden door de socialistische en liberale oppositie fel betwist en vormden de aanleiding tot de (tweede) schoolstrijd.
Na in 1958 enkele maanden minister van Justitie te zijn geweest, kreeg hij in november 1958 in de Regering-G. Eyskens III de nieuwe portefeuille van Culturele Zaken. Het was in die functie dat hij het Nationaal Instituut voor de Radio-omroep omvormde tot de Belgische Radio en Televisie, waarin autonome instituten voor Nederlandstalige en Franstalige uitzending opereerden.  Dit gold als een eerste vorm van culturele autonomie. Hij bleef minister van Culturele Zaken tot in 1960, waarna hij van 1960 tot 1961 minister van Openbaar Ambt was. Na de Belgische verkiezingen van 1961 werd hij informateur. Hij trad echter niet toe tot de nieuwe regering onder leiding van Théo Lefèvre en werd lid van de Nationale Schoolpactcommissie. Van 1964 tot 1965 was hij eveneens partijvoorzitter van de PSC, toen nog de Waalse vleugel binnen de unitaire CVP.

### Eerste minister
In 1965 vormde Harmel als formateur een regering van christendemocraten en socialisten met hemzelf als eerste minister, de Regering-Harmel. Deze regering had het vanaf het begin moeilijk. Beide regeringspartijen hadden in de verkiezingen daarvoor een zware nederlaag geleden en eensgezindheid was ver te zoeken. Vooral de Waalse socialisten deden moeilijk. Het was met 27 regeringsleden de meest talrijke regeringsploeg tot dan toe en ook complex gestructureerd. Harmel zelf toonde zich geen krachtdadig regeringsleider. Volgens zijn opvolger Paul Vanden Boeynants was hij daar eigenlijk te beschaafd voor. De regering Harmel viel dan ook na nog geen acht maanden, in februari 1966.
Vervolgens was Harmel van 1966 tot 1973 minister van Buitenlandse Zaken. Hij raakte bekend door zijn nieuwe diplomatieke aanpak, die bekend zou worden als de Harmel-doctrine. Deze veranderde het beleid van de NAVO en pleitte voor een sterke defensie gekoppeld aan stabiele relaties met het Oostblok. Harmel bracht als minister dan ook meerdere bezoeken aan Oostbloklanden. 
Van 1971 tot 1977 zetelde Harmel als gecoöpteerd senator in de Belgische Senaat. Kort na het einde van zijn ministerschap volgde hij in 1973 Paul Struye op als Senaatsvoorzitter en bleef dit tot in 1977. Dat jaar trok hij zich terug uit de nationale politiek. Tevens zetelde hij van 1971 tot 1977 in de Franse Cultuurraad. Hij eindigde zijn politieke carrière als gemeenteraadslid van Ukkel, wat hij was van 1977 tot 1982, en Sint-Pieters-Woluwe, een functie die hij uitoefende van 1983 tot 1984.
Op 20 februari 1973 werd Harmel benoemd tot Minister van Staat. In 1991 verleende koning Boudewijn hem de titel van graaf. Ook was hij vanaf 1977 lid van de Koninklijke Academie van België.
Hij overleed in 2009 op 98-jarige leeftijd. Zijn zoon Dominique Harmel en kleinzoon Nicolas Harmel werden ook politiek actief.